# Væv (redskab)
 For alternative betydninger, se væv. (Se også artikler, som begynder med væv)
En væv er et redskab til fremstilling af vævede tekstiler. 
Et vævet tekstil består af to trådsystemer, der krydser hinanden vinkelret. De længdegående tråde kaldes trend eller kæde, mens de tværgående tråde kaldes islæt eller skud. Det redskab, der holder trendtrådene udspændt under vævningen af tekstilet, kaldes en væv eller vævestol. De fleste typer har udstyr, der kan dele trendtrådene i to lag, så islættet lettere kan indføres under vævning.
Håndvæve findes i mange udformninger fra de mest simple lændevæve, der blot består af  pinde og rundstokke, til de meget avancerede trækvæve og jacquardvæve.

## Opstadsvæv
Opstadsvæven, der hører til de ældste vævetyper, var tidligere udbredt over store dele af den vestlige verden. Opstadsvæven kendetegnes ved, at trendtrådene holdes udspændt ved hjælp af vævevægte, som enten er hulsten eller af keramik. Ved arkæologiske udgravninger er fund af vævevægte ofte det eneste bevarede spor efter væven, da træstolper, væveredskaber og selve tekstilerne for længst er forsvundet. Ved udgravninger i Europa og Mellemøsten har man fundet mængder af kugleformede eller diskosformede vævevægte fra forskellige perioder. Derfor ved man, at opstadsvæve har været udbredt over store dele af verden.
En opstadsvæv består af to lodrette træstolper med en vandret bom foroven. Væven står lænet mod en væg under brug. Trendens startkant er fæstnet til vævens vandrette bom og trendens tråde er opdelt i grupper, der hver tynges ned af en vævevægt. Ved opsætning af trend på opstadsvæven begynder man med en startkant. Den kan være brikvævet eller udføres i lærred med et vævespjæld. Kantens islæt bliver i den ene side trukket ud og ført omkring et punkt i rummet, inden der skiftes skel. Disse lange tråde skal fungere som trendtråde i det planlagte tekstil, og jo længere startkantens islæt trækkes ud, jo længere bliver opstadsvævens trend. Startkanten virker næsten som en vævekam og afgør antallet og tætheden af trendtråde foruden bredden af opsætningen. Hvis startkantens islæt slås tæt sammen, vil trendtætheden og dermed antallet af trendtråde øges. Den færdige startkant sys fast til en rundstok, der fastgøres til opstadsvævens bom. Inden vævningen kan begynde, bindes der halvsøller om hver anden trendtråd. Halvsøllerne sidder på en rundstok, der kan placeres alt efter hvilket skel, man ønsker åbnet. Når opsætningen er færdig, hænger vævevægtene i to (eller flere) lige rækker og holder hver trendtråd udspændt. Under arbejdet ved væven står væveren op og banker islættet op mod vævens vandrette bom.

## Gobelinvæv
Den opretstående tobommede billedvæv udgøres af en ramme med to bomme og to sidestykker: øverste bom er til trenden og den nederste til at rulle det vævede stof op på. Trenden holdes stramt udspændt mellem de to bomme. Det første skel (det faste skel) dannes ved at indsætte en skelstok, der går under og over hver anden trendtråd. Det andet skel, sølleskellet, dannes ved at hver af de trendtråde, der er bag skelstokken i det faste skel, omkranses af en løkke, der hæftes på endnu en stok, søllestokken. Det faste skel står altid let åbent på væven, mens sølleskellet aktiveres ved at væveren trækker søllerne ind mod sig selv. Derved trækker han de bageste trendtråde frem og det andet skel åbnes. Islæt bankes ned med en spids pind eller en vævegaffel. 
Da trenden er hævet til lodret position, behøver væveren ikke åbne det søllede skel fra ægkant til ægkant, og med bommene fastgjort til opretstående sidestykker og søllestokken placeret over væverens hoved, kan han frit gribe det ønskede antal søller og åbne dele af skellet ved gobelinvævning.
Den opretstående tobommede væv har været uløseligt forbundet med gobelinvævning, og den bruges endnu til fremstilling af vævede vægtæpper. Vægmalerier fra Egypten viser, at den tobommede væv var i brug så tidligt som i 15. årh. f. Kr. under Det Nye Riges 18. dynasti.
Gobeliner kan inddeles i to grupper: Dem, som er fremstillet på opretstående væve, og dem, som er vævet på vandrette trampevæve. Når man undersøger et vævet billede, er det umuligt at afgøre, om det er vævet på den ene eller den anden type væv. Det skyldes, at kun to skel er nødvendige for at væve gobelin. Den vandrette trampevæv, som stadig bruges i gobelinværkstederne i Aubusson i Frankrig, har søllerne placeret på to sæt skafter, der kan hæves og sænkes ved hjælp af tramper under vævningen og åbne de to skel. Tramperne sætter væveren i stand til at arbejde hurtigere, fordi han ikke behøver at gribe om søllerne med venstre hånd for at åbne sølleskellet, men har begge hænder frie til at placere islættet mellem trendtrådene.
- Gobelinens tegnede motiv er hæftet eller syet fast bag trenden. Væveren kan se motivet gennem de udspændte trendtråde. De forskellige farver islæt er viklet op om gobelinpinde, der hænger klar til brug på bagsiden.
- Under arbejdet ved gobelinvæven hænger de tilspidsede gobelinpinde, der både er spoler til islæt og til at slå islæt fast sammen, på bagsiden af gobelinen. Væveren arbejder med bagsiden opad, og forsiden af det vævede kan kun ses, hvis det tegnede forlæg trækkes til side.
- Her er kartonen (det tegnede forlæg med gobelinens motiv) trukket til side. Dermed kan et udsnit af gobelinens forside efterses.

## Lændevæv
Denne meget primitive væv kendes især fra Syd- og Mellemamerika, hvor den fortrinsvis anvendes til vævning af stof til traditionelle dragter og bånd. Men den findes også udbredt i Asien som i det nordlige Hokkaido i Japan og afsides områder i Malaysia, Indonesien og Philippinerne. Væven består af et antal rundstokke og pinde, snore til søller og et bælte, der går rundt om væverens ryg. Trenden, hvis bredde svarer til eller er smallere end væverens krop, spændes ud mellem væveren og et fast punkt fx et træ. Væveren holder med sin kropsvægt trendtrådene stramme under arbejdet. 
Skeldannelsen sker som på gobelinvæven, ved at en skelstok lægges mellem trendtrådene og danner det faste skel. De trendtråde, der ligger under skelstokken, omkranses af halvsøller, der er fastgjort til en søllestok. Når søllestokken hæves, åbnes sølleskellet, og når den  sænkes, står det faste skel åbent. 
Selv om væven i sig selv er meget simpel, kan så godt som alle mønsterteknikker udføres på den, afhængig af væverens færdighed. Man har under arkæologiske udgravninger i Peru fundet tekstiler fremstillet i komplicerede drejerbindingsteknikker, enkelt- og dobbelt brokade, billedvævning og dobbeltvævning. Tunikaer, kapper og bluser blev således ofte syet sammen af flere smalle baner vævet på lændevæv. I præcolumbiansk tid blev kvinder begravet med deres lændevæve og andre tekstilredskaber fx håndtene, tenvægte og spoler til garn